# Закон на Хес
Законът на Хес е формулиран от швейцарско-руския учен Жермен Анри Хес през 1840 г. и е основният закон в термохимията. Той гласи:
Топлинният ефект на една химична реакция зависи само от началното и крайното състояние на веществата, но не и от реакционния път, по който изходните вещества се превръщат в продукти.
Законът на Хес е частен случай на закона за запазване на енергията, приложен на химичните реакции. Той е в сила и за физичните процеси, които съпътстват химичната реакция.
Законът на Хес се използва за изчисляване на топлинния ефект на реакции, при които той трудно се измерва практически.

## Следствие от Закона на Хес
Топлинният ефект на една химична реакция е равен на сумата от топлините на образуване на продуктите минус сумата от топлините на образуване на изходните вещества, като се вземе предвид броя на моловете с които участват веществата:
Q = (Q1 + Q2 + ...) – (Q1' + Q2' + ...)
където Q1 и Q2 са топлини на образуване на продуктите, а Q1' и Q2' са топлини на образуване на изходните вещества.